# Kościół ewangelicki w Lipinach
Kościół ewangelicki w Lipinach – ewangelicki kościół, który istniał w latach 1901–1936 w Lipinach, wówczas samodzielnej gminie, a obecnie dzielnicy Świętochłowic.

## Historia parafii i kościoła
Rozwój przemysłu na terenie Lipin (miejscowość uzyskała status gminy w 1879) przyczynił się do poważnego napływu ludności, w tym także ewangelickiej. Początkowo wierni tego wyznania uczestniczyli w życiu parafii ewangelickiej w Królewskiej Hucie (obecnie Chorzów). W 1888 zaczęto odprawiać dla nich nabożeństwa w miejscowej szkole ewangelickiej. Gdy to okazało się niewystarczające wzniesiono tam dom modlitwy („Bethaus”). Dzięki zaangażowaniu pastora ks. Hardera w porozumieniu z radcą górniczym i przewodniczącym Spółki Brackiej przygotowano plany budowy kościoła.
Kościół został wzniesiony w pobliżu huty „Silesia” (obecna ul. Chorzowska) w latach 1900–1901. Jego poświęcenie nastąpiło po roku budowy 13 października 1901. Stał on się miejscem kultu dla wiernych z Lipin, Chropaczowa, Goduli, Orzegowa i Szarlocińca. Jednocześnie utworzono parafię ewangelicką w Lipinach, która w okresie międzywojennym była częścią Ewangelickiego Kościoła na polskim Górnym Śląsku. Parafia skupiała ponad 300 osób, w tym 10% stanowili Polacy. Nabożeństwa prowadzono w języku niemieckim. Działało tutaj Towarzystwo Polaków Ewangelików, którego prezesem był Józef Jarzembowski.
Jednym z proboszczów parafii w latach 30. był pochodzący z Legnicy ks. Walter Drobnitzky (Drobnicki).
Zagrożeniem dla istnienia kościoła stały się szkody górnicze, dające o sobie znać szczególnie już w połowie lat 20. Proboszcz parafii ks. Gerhard Scholz odnotował: Sytuacja stała się w 1935 r. niebezpieczna, kiedy zaczął się odrywać drewniany dach kościoła od strony wieży i kiedy ujawniły się w pomieszczeniach zakrystii i na głównym murze rysy wielkości dłoni (...). W 1936 kościół rozebrano. Parafia stała się filiałem parafii w Królewskiej Hucie.
Przy kościele znajdował się cmentarz, który po wielu latach zaniedbań i niemal całkowitej dewastacji został w 2012 uroczyście zamknięty a szczątki pochowanych na nim wiernych przeniesiono na cmentarz ewangelicki w Chorzowie.